# Airora quadrimaculata
Airora quadrimaculata is een keversoort uit de familie schorsknaagkevers (Trogossitidae). De wetenschappelijke naam van de soort werd in 1894 gepubliceerd door Albert Léveillé.